# James J. Corbett; or, How Championships Are Won and Lost
James J. Corbett; or, How Championships Are Won and Lost è un cortometraggio muto del 1910.

## Trama
James J. Corbett, il pugile gentiluomo, sta danzando un valzer con Florence Turner, la "ragazza della Vitagraph". Lei, presa dalle vertigini, sviene. Corbett, dopo averla soccorsa, le dice che forse avrebbe bisogno di più esercizio fisico e la invita a frequentare una palestra. Lì, l'attrice prende confidenza con gli esercizi ginnici che la possono aiutare a controllare il peso e la muscolatura, seguito dal professore Cooper che le illustra i diversi metodi di ginnastica. A casa, Florence, seguendo le istruzioni di Corbett e di Cooper, può allenarsi anche da sola. Un mese dopo, l'allieva può prendere lezioni da boxe dallo stesso Corbett.
Ora, il famoso pugile si sta allenando sul ring con Tom Kennedy: i due mostrano i diversi colpi che sono stati eseguiti durante l'incontro tra Corbett e Sullivan, fino alle fasi finali che hanno portato al tappeto l'avversario. Poi, viene illustrato il combattimento tra Corbett e Fitzsimmons, quello tra lui e Mitchell e altri incontri, spiegando ogni volta l'esecuzione di molti dei colpi che hanno fatto di Corbett un campione.

## Produzione
Il film fu prodotto dalla Vitagraph Company of America.

## Distribuzione
Distribuito dalla General Film Company, il film - un documentario in una bobina - uscì nelle sale cinematografiche statunitensi il 15 giugno 1910.